# グレアム・ロジャース
グレアム・ロジャース（Graham Rogers, 1990年12月17日 - ）は、アメリカ合衆国ペンシルベニア州出身の俳優である。

## キャリア
18歳の時にロサンゼルスに移り、本格的に演技の勉強を始める。2011年にTNTの『メンフィス・ビート 〜南部警察 人情派〜』にゲスト出演した。
2012年に映画『Struck by Lightning』に出演する。また同年からはNBCのテレビシリーズ『レボリューション』にダニー・マシソン役でのレギュラー出演が始まる。 
2015年には、プリヤンカー・チョープラー主演の連続ドラマ『クワンティコ/FBIアカデミーの真実』にレギュラー出演。

## 私生活
『プリティ・リトル・ライアーズ』の出演者であるルーシー・ヘイルと交際していることが『US Weekly』での彼女のインタビューで発表された。

## フィルモグラフィ

### 映画
| 年   | 日本語題 原題             | 役名               | 備考                   |
| ---- | ------------------------- | ------------------ | ---------------------- |
| 2011 | 1313: Haunted Frat        | ブラッド           | ビデオ映画             |
| 2012 | Struck by Lightning       | スコット・トーマス |                        |
| 2013 | Crazy Kind of Love        | Henry Woodsen      |                        |
| 2014 | Careful What You Wish For | Carson             | ポストプロダクション中 |
| 2014 | Love and Mercy            | アル・ジャーディン | 撮影中                 |

### テレビシリーズ
| 年        | 日本語題 原題                                       | 役名             | 備考                                |
| --------- | --------------------------------------------------- | ---------------- | ----------------------------------- |
| 2011      | メンフィス・ビート 〜南部警察 人情派〜 Memphis Beat | Damon Eagan      | 第2シーズン第4話「Flesh and Blood」 |
| 2012-2013 | レボリューション Revolution                         | ダニー・マシソン | メインキャスト                      |
| 2015-     | クワンティコ/FBIアカデミーの真実 Quantico           | ケイレブ・ハース | 44エピソード                        |

### NetflixOriginal
| ユニークライフ
en:Atypical
| エヴァン
| 
|-
| 2019-2021